# Kontierungsrichtlinie
Die Kontierungsrichtlinie,  auch Kontierungsregel, Kontierungsvorschrift oder Kontierungsanweisung, dient in der Buchhaltung als Anleitung zur einheitlichen Kontierung. Sie definiert einen Katalog von möglichen Geschäftsvorfällen und gibt vor, welche Konten des Kontenplans für diese Geschäftsvorfälle zu verwenden sind und welche Kostenstellen oder Kundenaufträge den Konten zugeordnet werden dürfen. 
Das Erstellen von Kontenplan, Buchungsrichtlinien oder Kontierungsrichtlinien dient der Strukturierung und Vereinheitlichung der innerbetrieblichen Bilanzbuchhaltung.